# Songs Forever
Songs Forever ("Canciones para siempre" ) es el noveno álbum de la carrera de Thomas Anders como solista. Esta producción es muy diferente a las anteriores. Thomas Anders arregló y renovó 13 éxitos de los 80s, partiendo de "Some people" y "For your eyes only" hasta "Come back and stay". Thomas dice: "He escogido mis canciones favoritas de esa década; aquéllas que más han influido en mi vida".

## Créditos
- Productor: Thomas Anders, Achim Brochhausen y Peter Ries
- Productor Ejecutivo: Thomas Anders
- Mezcla: Thomas Anders, Achim Brochhausen y Peter Ries en FM Studio Frankfurt
- Diseño: Antje Warnecke, edel creative services
- Fotos: Guido Karp/Fansunited.com
- Distribución: BMG
- Piano: Martin Sasse
- Percusión: Jean Paul Hochstadter
- Bajo: Henning Galling
- Guitarra: Bruno Müller
- Coros: Alexa Phazer
- Grabación de coros: Peter Ries en FM Studio Frankfurt

## Lista de canciones
| #   | Título                                                                                             | Tiempo |
| --- | -------------------------------------------------------------------------------------------------- | ------ |
| 1.  | "Songs That Live Forever (Intro Version)" (Achim Brochhausen / Thomas Anders / Lukas Hilbert)      | 3:02   |
| 2.  | "Cry For Help" (Rick Astley / Rob Fisher)                                                          | 4:17   |
| 3.  | "For Your Eyes Only" (Michael Leeson / Bill Conti)                                                 | 4:06   |
| 4.  | "Have I Told You Lately" (Van Morrison)                                                            | 3:45   |
| 5.  | "All Around The World" (L.Stansfield / I.Devaney / A.Morris)                                       | 4:01   |
| 6.  | "Some People" (Alan Tarney)                                                                        | 4:16   |
| 7.  | "Tell It To My Heart" (Seth A. Swirsky / Ernie Gold)                                               | 3:37   |
| 8.  | "Do You Really Want To Hurt Me" (Boy George)                                                       | 3:36   |
| 9.  | "Is This Love" (Sykes / Coverdale)                                                                 | 4:39   |
| 10. | "'Sweet Dreams" (Dave Stewart / Annie Lennox)                                                      | 4:08   |
| 11. | "Arthur's Theme" (Christopher Cross / Burt Bacharach)                                              | 4:25   |
| 12. | "You're My Heart, You're My Soul" (Steve Benson)                                                   | 4:54   |
| 13. | "True" (Gary James Kemp)                                                                           | 3:04   |
| 14. | "Songs That Live Forever (Grand Prix Version)" (Achim Brochhausen / Thomas Anders / Lukas Hilbert) | 2:57   |

- Datos: Q4049746